# Revenge (альбом Cro-Mags)
Revenge (рус. Месть) — пятый и последний студийный альбом нью-йоркской хардкор-группы Cro-Mags, вышедший в 2000 году на принадлежащем самой группе лейбле Cro-Mag Recordings. Это был первый студийный альбом группы после семилетнего перерыва и единственный, в записи которого принял участие гитарист Роки Джордж из Suicidal Tendencies. Revenge стал вторым альбомом группы после Best Wishes (1989), в записи которого не участвовал вокалист Джон Джозеф (позднее, однако, вернувшийся в ряды коллектива). Также как и на Best Wishes, вокалистом выступил бас-гитарист Харли Флэнаган.

## Список композиций
1. «Premeditated» (2:22)
2. «Jones» (1:50)
3. «Can You Feel?» (4:19)
4. «My Life» (2:59)
5. «Tore Up» (2:16)
6. «Without Her» (3:13)
7. «Pressure Drop» (2:41)
8. «Open Letter» (1:49)
9. «Don’t Forget» (2:24)
10. «Steal My Crown» (2:26)
11. «These Streets» (2:21)
12. «Fireburn» (2:30)

## Участники записи
- Харли Флэнаган — вокал, бас-гитара
- Пэррис Митчелл Мэйхью — гитара
- Роки Джордж — гитара
- Гэри Салливан — ударные